# Cooler Than Me
"Cooler Than Me" is een single van de Amerikaanse singer-songwriter en producer Mike Posner uit 2010. De single werd uitgebracht in hetzelfde jaar op het album 31 Minutes to Takeoff.

## Achtergrond
Cooler Than Me is geschreven door Mike Posner en Eric Holljes en geproduceerd door Gigamesh. Het nummer was de debuutsingle van Posner en deze was gelijk een internationale hit. Het nummer behaalde de hitlijsten van meer dan vijftien landen, waaronder de Verenigde Staten, beide hitlijsten van Nederland en zowel Vlaanderen als Wallonië. Het nummer stond eerder op het album A Matter of Time van Big Sean uit 2008, waar er ook nog een rapsolo van Big Sean in het lied aanwezig was. Deze solo was echter geschrapt toen het lied twee jaar later als single werd uitgebracht. Mike Posner was voor Cooler Than Me al een tijd bezig als producer, maar begon pas drie maanden voor het nummer met zingen. Posner vertelde dat het lied is gemaakt met een meisje van zijn universiteit in gedachten.